# More (ścieżka dźwiękowa)
More (często także: „Music from the Film More”) – pierwsza ścieżka dźwiękowa w dorobku zespołu Pink Floyd. Album ten składa się z utworów użytych w filmie More w reżyserii Barbeta Schroedera.
Utwory Cirrus Minor i The Nile Song pojawiły się także na albumie Relics. To jedyne dwa utwory z tej płyty, które kiedykolwiek pojawiły się na którymkolwiek innym wydawnictwie Pink Floyd. Utwór The Nile Song został wydany jako singel w Europie (poza Wielką Brytanią), Nowej Zelandii i Japonii.

## Lista utworów
Album zawiera utwory:
| Nr  | Tytuł                                           | Długość |
| --- | ----------------------------------------------- | ------- |
| 1.  | Cirrus Minor (Waters)                           | 5:17    |
| 2.  | The Nile Song (Waters)                          | 3:26    |
| 3.  | Crying Song (Waters)                            | 3:33    |
| 4.  | Up the Khyber (Mason, Wright)                   | 2:13    |
| 5.  | Green Is the Colour (Waters)                    | 2:57    |
| 6.  | Cymbaline (Waters)                              | 4:50    |
| 7.  | Party Sequence (Mason, Gilmour, Waters, Wright) | 1:07    |
| 8.  | Main Theme (Mason, Gilmour, Waters, Wright)     | 5:29    |
| 9.  | Ibiza Bar (Mason, Gilmour, Waters, Wright)      | 3:18    |
| 10. | More Blues (Mason, Gilmour, Waters, Wright)     | 2:12    |
| 11. | Quicksilver (Mason, Gilmour, Waters, Wright)    | 7:13    |
| 12. | A Spanish Piece (Gilmour)                       | 1:06    |
| 13. | Dramatic Theme (Mason, Gilmour, Waters, Wright) | 2:14    |

## Twórcy
Twórcami albumu są:
- David Gilmour – gitara, śpiew, efekty dźwiękowe, bongosy
- Nick Mason – perkusja, instrumenty perkusyjne, efekty dźwiękowe
- Roger Waters – gitara basowa, gitara akustyczna, śpiew, efekty dźwiękowe, bongosy, gong
- Richard Wright – Organy Hammonda, farfisa, fortepian, wibrafon, śpiew